# 巴特马林贝格
韦斯特林山区巴特马林贝格（德語：Bad Marienberg (Westerwald)），通称巴特马林贝格（德語：Bad Marienberg，發音：[baːt maˈʁiːənˌbɛʁk] ⓘ），是德国莱茵兰-普法尔茨州韦斯特林山县的城市，曾是上韦斯特林山县的县治，面积9.95平方千米，2023年12月31日人口为6,279人。